# Canzonissima 1960
Canzonissima 1960  è una trasmissione musicale, andata in onda dal 15 ottobre 1960 al 6 gennaio 1961.

## Il programma
Quest'edizione di Canzonissima fu condotta da Alberto Lionello, Lauretta Masiero, Aroldo Tieri e Lilli Lembo. Gli autori erano Antonio Amurri, Faele e Mario Landi, la regia era di Mario Landi, la direzione musicale di Bruno Canfora, le coreografie di Mary Anthony, le scene di Maurizio Mammì, i costumi di Anna Salvatore. La serata finale del 6 gennaio 1961 è stata trasmessa dal Teatro Roma di Vicenza (scene di Mario Grazzini e Tullio Zitkowsky).
Lionello divenne molto popolare per l'esecuzione del motivetto La,la,la,la che cantava all'inizio di ogni puntata indossando una paglietta, per cui venne definito "lo Chevalier italiano". Alla fine delle puntate Lauretta Masiero cantava il motivetto Tu lei lui, che divenne anch'esso famoso.
Sigla finale: Due note (cantata da Mina).
Edizione vinta da Tony Dallara con la canzone Romantica, al secondo posto: Addio sogni di gloria (Giacomo Rondinella), al 3º Flo Sandon's con Serenata a Margellina.

## La gara
Nella fase eliminatoria si confrontano trenta canzoni del passato (di ieri) e trenta del presente (di oggi): 6 per puntata, 3 per categoria.

In neretto interpreti e canzoni finaliste.

### 1ª puntata (15 ottobre)
Tony Dallara - Romantica

Mina – Violino tzigano

Achille Togliani – Addio sogni di gloria

Luciano Tajoli – Come le rose

Wilma De Angelis e Joe Sentieri – Quando vien la sera

Ruggero Cori e Marino Marini – Serenata a Margellina

### 2ª puntata (22 ottobre)
Mina – ‘Na sera ‘e maggio

Nunzio Gallo – Torna

Johnny Dorelli – Love in Portofino (con al coro Paolo Bacilieri, Emilio Pericoli e Nuccia Bongiovanni)

Peppino di Capri - Resta cu ‘mme (ambientata in un improvvisato night club affollato di personaggi noti: il sarto Schubert, Cristina Gaioni, Ferruccio Tagliavini, Anna Maria Gambineri, Lelio Luttazzi, Alessandra Panaro, il pittore Giorgio De Chirico con la moglie)

Joe Sentieri – Libero

Miranda Martino – Portami tante rose

### 3ª puntata (29 ottobre)
Nicola Filacuridi – Non ti scordar di me

Renato Rascel – La signora di trent’anni fa

Mina – È vero

Vittorio de Sica – Parlami d’amore Mariù

Johnny Dorelli e Miranda Martino – Meravigliose labbra

Peppino di Capri – Malatia (con al coro Mina, Johnny Dorelli, Emilio Pericoli, Fausto Cigliano, Gloria Christian, Wilma De Angelis, Miranda Martino e Achille Togliani)

### 4ª puntata (5 novembre)
Mina – Tintarella di luna

Narciso Parigi – Mattinata fiorentina

Giacomo Rondinella – Cara piccina

Achille Togliani – Addio signora

Betty Curtis e Emilio Pericoli – Guarda che luna

Fausto Cigliano e Gloria Christian – Anema e core

### 5ª puntata (12 novembre)
Mina – Folle banderuola

Paolo Bacilieri – Bambina innamorata (con al coro Mina, Oscar Carboni, Nicola Arigliano, Jimmy Fontana, Germana Caroli, Stella Dizzy, Mario Del Monaco, Gianni Marzocchi)

Jula De Palma – Addormentarmi così

Oscar Carboni – Chitarra romana

Jimmy Fontana – Notte lunga notte

Nicola Arigliano – Amorevole

### 6ª puntata (19 novembre)
Miranda Martino – Passione

Fausto Cigliano – Piscatore ‘e Pusilleco

Giacomo Rondinella – Reginella

Corrado Lojacono – Carina

Tony Dallara – Julia

Wilma De Angelis – Come prima

### 7ª puntata (26 novembre)
Mina – Ma l’amore no
 
Emilio Pericoli – Signora Illusione (con al coro Giacomo Rondinella, Paolo Bacilieri, Bruna Lelli, Marzocchi, Anna D’Amico, Paola Orlandi)

Betty Curtis – Un giorno ti dirò

Jula De Palma – Noi

Marino Marini – La più bella del mondo

Edith Peter e i Brutos – Por dos besos

### 8ª puntata (3 dicembre)
Mina – ‘O sarracino

Fausto Cigliano – Donna (Mina interviene come corista)

Nicola Arigliano – I sing ammore

Sergio Bruni – Mandulinata a Napule

Arturo Testa – La canzone dell’amore

Giacomo Rondinella – Acquarello napoletano

Anna D’Amico e Paolo Bacilieri – Non so dir

### 9ª puntata (10 dicembre)
Johnny Dorelli – Non baciare più nessuno

Giacomo Rondinella – ‘O surdato ‘nnammurato

Gloria Christian e Nunzio Gallo – Comme facette mammeta

Aurelio Fierro – Uè uè che femmena

Bruna Lelli – La mazurca della nonna

Nicola Arigliano – Donna

### 10ª puntata (17 dicembre)
Betty Curtis – Un bacio sulla bocca

Flo Sandon’s – Perché non sognar

Giacomo Rondinella – Chitarrella

Nicola Arigliano – Jessica

Nino Taranto – Dove sta Zazà

Jula De Palma – Quando una ragazza

## Semifinali

### 11ª puntata (24 dicembre)
Presentazione delle prime sei canzoni di ieri (del passato) finaliste:
- Addio sogni di gloria (Giacomo Rondinella)
- Come le rose (Luciano Tajoli)
- Violino tzigano (Nilla Pizzi)
- Portami tante rose (Miranda Martino)
- Torna (Nunzio Gallo)
- ‘Na sera ‘e maggio (Mina)

Presentazione delle prime sei canzoni di oggi (del presente) finaliste:
- Romantica (Tony Dallara)
- Serenata a Margellina (Flo Sandon’s)
- Love in Portofino (Johnny Dorelli)
- Quando vien la sera (Wilma De Angelis)
- Libero (Joe Sentieri)
- Malatia (Nicola Arigliano)

### 12ª puntata (31 dicembre)
Puntata interlocutoria in attesa del verdetto del 6 gennaio, in cui alcuni finalisti interpretano canzoni diverse da quelle con le quali sono arrivati alla finale. (Mina non è tra questi)
Johnny Dorelli canta Just One of Those Things

Wilma De Angelis canta April in Paris

## Classifica finale

### 13ª puntata (6 gennaio 1961)
| Posizione | Interprete                                    | Brano                 |
| --------- | --------------------------------------------- | --------------------- |
| 1         | Tony Dallara                                  | Romantica             |
| 2         | Giacomo Rondinella                            | Addio sogni di gloria |
| 3         | Flo Sandon's                                  | Serenata a Margellina |
| 4         | Wilma De Angelis (sostituisce Luciano Tajoli) | Come le rose          |
| 5         | Joe Sentieri                                  | Libero                |
| 6         | Johnny Dorelli                                | Love in Portofino     |

Cameo vocale di Mina e Emilio Pericoli, Giacomo Rondinella e Wilma De Angelis, Paolo Bacilieri e Betty Curtis, Stella Dizzy e Gianni Marzocchi.
Le altre 6 canzoni non vengono eseguite:

7. Violino tzigano

8. Malatia

9. 'Na sera 'e maggio

10. Portami tante rose

11. Quando vien la sera

12. Torna
Mina canta in studio la sigla Due note.